# Torpasjön, Halland
Torpasjön är en sjö i Kungsbacka kommun i Halland och ingår i Viskan-Rolfsåns kustområde. Sjön har en area på 0,403 kvadratkilometer och ligger 53,2 meter över havet. Vid provfiske har abborre fångats i sjön.

## Delavrinningsområde
Torpasjön ingår i det delavrinningsområde (636963-128278) som SMHI kallar för Mynnar i Torpaån. Medelhöjden är 63 meter över havet och ytan är 4,57 kvadratkilometer. Det finns inga avrinningsområden uppströms utan avrinningsområdet är högsta punkten. Vattendraget som avvattnar avrinningsområdet har biflödesordning 2, vilket innebär att vattnet flödar genom totalt 2 vattendrag innan det når havet efter 3,4 kilometer. Avrinningsområdet består mestadels av skog (58 %) och öppen mark (24 %). Avrinningsområdet har 0,41 kvadratkilometer vattenytor vilket ger det en sjöprocent på 8,9 %.